# Ion Minulescu
Ion Minulescu  (Bukarest, 1881. január 6. – Bukarest, 1944. április 11. román költő, prózaíró, drámaíró; a szimbolizmus fontos képviselője a román irodalomban. Pálffy Endre szerint „a két világháború közötti időszakban Ion Minulescu a szimbolizmus legtehetségesebb művelője. A civilizáció, a város költője, aki a különlegeset fejezte ki, verseiben sok a polgárt rökönyítő fricska. Költészetét mély líriaság s játékos humor keveredése jellemzi, amelynek alapja a kapitalista világrend kicsinyessége és rútsága iránti ellenszenv.”

## Élete
Tudor Minulescu slatinai kereskedő gyermekeként 1881. január 6-án született Bukarestben, egy héttel apja halála után. Saját állítása szerint Tudor Vladimirescu havasalföldi fejedelem leszármazottja volt. Özvegyen maradt édesanyja 1883-ban feleségül ment egy piteşti-i katonatiszthez, Ion Constantinescuhoz; a család 1884-ben Besztercére, 1886-ban Piteşti-re költözött. Minulescu 1887-ben Piteşti-en kezdte az elemi iskolát, 1891-ben a középiskolát. Első versei 1897-ben jelentek meg a piteşti-i Povestea vorbei című folyóiratban I. M. Nirvan aláírással. 1897-1899 között további versei jelentek meg a Foaia pentru toti, Foaia interesanta, Adevarul de Joi, Moda ilustrata, Carmen, Evenimentul hasábjain. 1899-ben érettségizett, utána beiratkozott a bukaresti egyetem jogi karára, de tanulmányait csak egy félévig folytatta. 1900-ban Párizsba utazott, ahol az École de droit hallgatója lett. Lenyűgözte a francia bohémélet, a tanulás helyett idejének nagy részét irodalmi kávéházakban töltötte. Szenvedélyesen olvasta Baudelaire, Laforgue, Lautréamont, Verhaeren, Maeterlinck műveit; ezek a költők nagy hatást gyakoroltak rá.
1904-ben Olaszországba és Németországba utazott, 1905-ben diplomaszerzés nélkül tért vissza Romániába. A közigazgatás és a sajtó területén dolgozott különböző állásokban, valódi élete azonban a Kübler kávéházban, irodalmi körökben folytatódik.  A Convorbiri critice, Vieața nouă, Viața literară și artistică hasábjain megjelent, Párizsban írt versei népszerűvé tették.  1906-1907-ben műfordításokkal (Albert Samain, Charles Guérin, Henri de Regnier, Victor Hugo) jelentkezett a Semănătorul és Viața literară și artistică lapokban.
Első verseskötete Romanțe pentru mai târziu címmel 1908-ban jelent meg. Ugyanebben az évben Mihail Cruceanu, Eugeniu Stefănescu-Est, N. Davidescu, Eugeniu Sperantia közreműködésével megjelentette a rövid életű Revista celorlalţi című lapot, amely szembefordult a hagyományos irodalmi irányzattal. 1910-ben megismerkedett Claudia Milliannal, 1911-ben megszületett közös gyermekük, Mioara-Laurenția, 1914-ben házasodtak össze. A költőként és szobrászként is tevékenykedő asszony hatására kezdte el műgyűjtő tevékenységét. 1912-ben újabb lapot indított Insula címmel, amelynek munkatársai között volt George Bacovia, Claudia Millian, Eugeniu Stefănescu-Est, Adrian Maniu, Mihail Cruceanu, D. Iacobescu, M. Săulescu, N. Davidescu; ez a lap is hamarosan megszűnt. 1914 és 1918 között a belügyminisztériumban dolgozott, előbb a sajtóiroda vezetőjeként, majd államtitkárként. 1916-ban az első világháború során a Minulescu család először a Pasărea kolostorba, majd Huși-ra, végül Jászvásárra menekült; 1918 végén tért vissza Bukarestbe.
1921-ben drámaíróként debütált; Pleacã berzele és Lulu Popescu című darabjait a bukaresti Nemzeti Színház játszotta. 1922-ben a művészeti és kultuszminisztériumban művészeti igazgatóvá nevezték ki; ezt a tisztséget 1940-ig töltötte be. Kezdeményezésére országos irodalmi és művészeti díjakat osztanak ki, és képzőművészeti szalonokat szerveznek. 1926. április és november között a bukaresti Nemzeti Színház igazgatójaként tevékenykedett. 1940-ben feleségével együtt belépett a szabadkőművesek közé.
1944. április 4-én egy légitámadás során agyrázkódást szenvedett. Április 5-én családja a költő rábeszélésére Szinajára menekült, ő maga nem volt hajlandó elhagyni a fővárost. Április 10-én kórházba került, ahol április 11-én egy hirtelen szívmegállás következtében elhunyt. Temetésére április 13-án került sor a bukaresti Bellu temetőben.

## Munkássága
Pálffy Endre szerint „a két világháború közötti időszakban Ion Minulescu a szimbolizmus legtehetségesebb művelője.” Eugen Lovinescu és George Călinescu kritikusabban szemlélték művészetét; előbbi szerint Minulescu szimbolizmusa inkább külsődleges és gépies, utóbbi szerint csak véletlenül és látszólag szimbolista, és lemond a mélyebb érzelmek ábrázolásáról. Verseinek témái (parkok, kertek, gályák, jachtok, utazások, nosztalgia az egzotikus tájak után) jellemzőek a szimbolizmusra, külsőségeit (végzetes számok, nagybetűvel írt főnevek, pompázatos rímek, nyomdai tördelési újítások) is a szimbolizmus eszköztárából veszi. Verseinek zeneisége mellett retorikus elemek is megjelennek. A lírai hangvételt és melankóliát iróniával és humorral vegyíti.
Fantáziadús prózai műveit szintén a szimbolizmus jellemzi. Corigent la limba română (Román nyelvből elégtelen) című, önéletrajzi jellegű regényét humor és festőiség itatja át, szerelmi sikereit a férfiakra jellemző csinnadrattával tálalja. Színpadi művei népszerűek voltak a két világháború között.

### Művei
| \| Eredeti cím \| Hely \| Kiadó \| Év \| Magyar cím \| Fordító \| Hely \| Kiadó \| Év \| \| ------------------------------------------------- \| --------- \| ---------------------- \| ---- \| ----------------------------- \| -------------- \| --------- \| --------------- \| ------ \| \| Romanțe pentru mai târziu \| Bucureşti \| Alcalay \| 1908 \| \| \| \| \| \| \| Liturghii profane \| \| \| 1908 \| \| \| \| \| \| \| Casa cu geamuri portocalii \| \| \| 1908 \| \| \| \| \| \| \| De vorbă cu mine însumi \| București \| Flacăra \| 1913 \| \| \| \| \| \| \| Măști de bronz și lampioane de porțelan \| Bucureşti \| Alcalay \| 1920 \| \| \| \| \| \| \| Lulu Popescu \| Bucureşti \| Alcalay \| 1920 \| \| \| \| \| \| \| Pleacă berzele \| Bucureşti \| Alcalay \| 1920 \| \| \| \| \| \| \| Roșu, galben si albastru \| Bucureşti \| Cultura Națională \| 1920 \| \| \| \| \| \| \| Manechinul sentimental \| Bucureşti \| Cultura Națională \| 1926 \| A szerelmes próbababa \| Kádár Imre \| Kolozsvár \| Erdélyi Helikon \| [1926] \| \| Spovedanii \| \| \| 1927 \| \| \| \| \| \| \| Allegro ma non troppo \| \| \| 1927 \| \| \| \| \| \| \| Corigent la limba română \| Bucureşti \| Cultura Națională \| 1928 \| Román nyelvből elégtelen \| Bálint Tibor \| Bukarest \| Kriterion \| 1971 \| \| Amantul anonim \| \| \| 1928 \| \| \| \| \| \| \| Strofe pentru toată lumea \| Bucureşti \| Cultura Națională \| 1930 \| \| \| \| \| \| \| Cetiți-le noapte \| Bucureşti \| Cultura Națională \| 1930 \| \| \| \| \| \| \| Barbierul regelui Midas sau Voluptatea adevarului \| \| Ciornei \| 1931 \| \| \| \| \| \| \| Porumbița fără aripi \| \| \| 1931 \| \| \| \| \| \| \| 3 si cu Rezeda 4 \| \| Adevărul \| 1933 \| \| \| \| \| \| \| Nu sunt ce par a fi \| \| Regele Carol al II-lea \| 1936 \| Nem az vagyok, akinek látszom \| Szemlér Ferenc \| Bukarest \| Kriterion \| 1977 \| \| Nevasta lui Moș Zaharia \| \| \| 1937 \| \| \| \| \| \| \| Când doi se ceartă \| \| \| 1940 \| \| \| \| \| \| \| Finita la comedia sau Da capo al fine \| \| \| 1942 \| \| \| \| \| \| \| Cine-i autorul acestui roman senzațional? \| \| \| 1943 \| \| \| \| \| \| \| Ron del Rio \| \| \| 1943 \| \| \| \| \| \| |           |                        |      |                               |                |           |                 |        |
| Eredeti cím | Hely      | Kiadó                  | Év   | Magyar cím                    | Fordító        | Hely      | Kiadó           | Év     |
| Romanțe pentru mai târziu | Bucureşti | Alcalay                | 1908 |                               |                |           |                 |        |
| Liturghii profane |           |                        | 1908 |                               |                |           |                 |        |
| Casa cu geamuri portocalii |           |                        | 1908 |                               |                |           |                 |        |
| De vorbă cu mine însumi | București | Flacăra                | 1913 |                               |                |           |                 |        |
| Măști de bronz și lampioane de porțelan | Bucureşti | Alcalay                | 1920 |                               |                |           |                 |        |
| Lulu Popescu | Bucureşti | Alcalay                | 1920 |                               |                |           |                 |        |
| Pleacă berzele | Bucureşti | Alcalay                | 1920 |                               |                |           |                 |        |
| Roșu, galben si albastru | Bucureşti | Cultura Națională      | 1920 |                               |                |           |                 |        |
| Manechinul sentimental | Bucureşti | Cultura Națională      | 1926 | A szerelmes próbababa         | Kádár Imre     | Kolozsvár | Erdélyi Helikon | [1926] |
| Spovedanii |           |                        | 1927 |                               |                |           |                 |        |
| Allegro ma non troppo |           |                        | 1927 |                               |                |           |                 |        |
| Corigent la limba română | Bucureşti | Cultura Națională      | 1928 | Román nyelvből elégtelen      | Bálint Tibor   | Bukarest  | Kriterion       | 1971   |
| Amantul anonim |           |                        | 1928 |                               |                |           |                 |        |
| Strofe pentru toată lumea | Bucureşti | Cultura Națională      | 1930 |                               |                |           |                 |        |
| Cetiți-le noapte | Bucureşti | Cultura Națională      | 1930 |                               |                |           |                 |        |
| Barbierul regelui Midas sau Voluptatea adevarului |           | Ciornei                | 1931 |                               |                |           |                 |        |
| Porumbița fără aripi |           |                        | 1931 |                               |                |           |                 |        |
| 3 si cu Rezeda 4 |           | Adevărul               | 1933 |                               |                |           |                 |        |
| Nu sunt ce par a fi |           | Regele Carol al II-lea | 1936 | Nem az vagyok, akinek látszom | Szemlér Ferenc | Bukarest  | Kriterion       | 1977   |
| Nevasta lui Moș Zaharia |           |                        | 1937 |                               |                |           |                 |        |
| Când doi se ceartă |           |                        | 1940 |                               |                |           |                 |        |
| Finita la comedia sau Da capo al fine |           |                        | 1942 |                               |                |           |                 |        |
| Cine-i autorul acestui roman senzațional? |           |                        | 1943 |                               |                |           |                 |        |
| Ron del Rio |           |                        | 1943 |                               |                |           |                 |        |

## Emlékezete

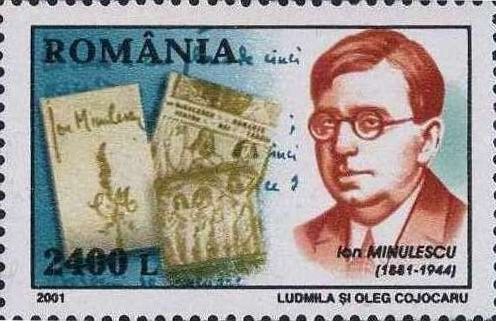

1972-től egy slatinai középiskola viseli nevét. A Minulescu házaspár által 1934-ben vásárolt ötszobás lakást és a benne található ingóságokat lányuk 1991-ben a Román Irodalom Nemzeti Múzeumának adományozta; ebben működik a Ion Minulescu és Claudia Millian Emlékház. 2001-ben emlékbélyeget adtak ki tiszteletére.